# Možgani
Članek govori o možganih vseh živalskih vrst ter o človeških. Za posebnosti človeških možganov glej članek Človeški možgani.
Možgáni so središče živčevja vseh vretenčarjev in večine nevretenčarjev. Le nekatere vrste nevretenčarjev, kot so spužve, ožigalkarji, odrasli plaščarji in iglokožci, nimajo možganov, čeprav imajo difuzno živčno tkivo. Možgani ležijo v glavi, navadno blizu osnovnih čutilnih organov, kot so vidni, slušni, ravnotežni, okušalni in vohalni organi. So najkompleksnejši vretenčarski organ. Možganska skorja, ki je največji del možganov, pri povprečnem človeku šteje od 15 do 33 milijard nevronov. Vsak se s sinapsami povezuje z več tisoč drugimi nevroni. Ti nevroni komunicirajo med seboj prek nevritov, ki prenašajo akcijski potencial do oddaljenega predela možganov ali do tarčne celice.
Fiziološka funkcija možganov je centralni nadzor telesa. Možgani delujejo na druge dele telesa s tvorbo vzorcev mišične aktivnosti in z izločanjem hormonov. Centralni nadzor omogoča hiter in usklajen odziv na spremembe v okolju. Določene tipe odzivov, kot so refleksi, posredujejo hrbtenjača ali obkrajni gangliji, a dovršen in usmerjen nadzor vedenja, ki temelji na kompleksnem senzoričnem dovodu, zahteva informacijsko-integracijske sposobnosti centraliziranih možganov.
S filozofskega stališča je razlika med možgani in drugimi organi v tem, da so možgani fizična struktura, ki tvori um. Hipokrat je dejal: »Človek bi moral vedeti, da le iz možganov prihajajo veselje, radost, smeh in razvedrilo, trpljenje, žalost, potrtost in žalovanje.« Od Descartesa dalje je prevladovala ideja, da je um ločen od možganov (dualizem). Celo za današnjo nevroznanost ostajajo izziv mehanizmi, po katerih možganska aktivnost ustvarja zavest in misel. Kljub hitremu znanstvenemu napredku ostaja večina možganskega delovanja skrivnost. Delovanje posamezne možganske celice je sedaj razjasnjeno precej podrobno. Še vedno ni znano, kako delujejo skupki več milijonov celic. Najbolj obetavni pristopi obravnavajo možgane kot biološki računalnik, katerega mehanizem se od elektronskih računalnikov zelo razlikuje, vendar mu je podoben v načinu pridobivanja informacij iz okolja, njihovega shranjevanja in predelave.

## Anatomija
Oblika in velikost možganov različnih vrst se zelo razlikujeta. Navadno je težko identificirati skupne značilnosti. Kljub temu obstaja več načel možganske arhitekture, ki so skupne širokemu naboru vrst. Nekatere značilnosti možganske strukture so skupne skoraj vsem živalskim vrstam. Preostale napravijo razliko med »višjimi« in primitivnimi možgani – med vretenčarji in nevretenčarji.
Opazovanje je najlažji način pridobivanja informacij o anatomiji možganov, obstajajo pa tudi bolj sofisticirane tehnike. Možgansko tkivo je v svojem naravnem stanju premehko za obravnavo, zato ga utrdijo v alkoholu ali drugih fiksacijskih sredstvih. Nato ga narežejo za makroskopski pregled notranjosti. Notranjost možganov sestavljata siva možganovina, ki je temne barve, in bela možganovina, ki je svetlejša. Več informacij daje barvanje tkivnih rezin z različnimi barvili. Ta prikažejo regije, kjer so specifični tipi molekul prisotni v visokih koncentracijah. Možno je tudi pregledati mikrostrukturo možganskega tkiva z mikroskopom in slediti vzorcem povezanosti možganskih regij.

### Celična struktura
Možgane vseh živali sestavljata dva glavna tipa celic – nevroni in glialne celice. Slednje imenujejo tudi glija ali nevroglija in so različnih vrst. Nudijo strukturno in presnovno podporo, so izolatorji in usmerjajo razvoj. Nevroni veljajo za najpomembnejše celice možganov.
Edinstvena za nevrone je njihova sposobnost pošiljanja signalov specifičnim tarčnim celicam na dolge razdalje. Signale pošiljajo po nevritih do drugih območij, včasih bližjih, včasih do oddaljenih delov možganov ali telesa. Dolžina nevrita je lahko nenavadna – če bi piramidno celico možganske skorje povečali na velikost človeškega telesa, bi njen nevrit, enako povečan, postal kabel, ki bi meril v premeru nekaj centimetrov in bil daljši od kilometra. Nevriti prenašajo signale v obliki elektrokemičnih pulzov – akcijskih potencialov. Ti trajajo manj kot tisočinko sekunde in potujejo vzdolž nevrita s hitrostjo 1–100 m/s. Nekateri nevroni oddajajo akcijske potenciale stalno, od 10 do 100-krat na sekundo, navadno v nepravilnih vzorcih. Drugi nevroni so večino časa nemi, le vsake toliko časa oddajajo »izbruhe« akcijskih potencialov.
Nevriti prenašajo signale do drugih nevronov preko specializiranih stikov – sinaps. Posamezen nevrit lahko tvori tudi več tisoč sinaptičnih povezav z drugimi celicami. Ko akcijski potencial, ki potuje vzdolž nevrita, dospe do sinapse, povzroči sprostitev nevrotransmitorja. Ta se veže na receptor na membrani tarčne celice in vpliva na nastanek akcijskih potencialov v njej.
Sinapse so ključni funkcionalni element možganov. Osnovna funkcija možganov je komunikacija med celicami in sinapse so mesto, kjer se to dogaja. Ocenjujejo, da imajo človeški možgani približno 100·1012 sinaps. Možgani vinske mušice imajo več milijonov sinaps. Funkcije sinaps so zelo raznolike – nekatere so ekscitatorne (vzburjajo tarčno celico), druge so inhibitorne (zavirajo tarčno celico). Nekatere delujejo preko aktivacije sistema drugotnega prenašalca, ki spremeni notranjo kemijo tarčne celice na zelo zapletene načine. Velik delež sinaps je dinamično prilagodljiv. Od aktivnosti odvisna prilagodljivost sinaps velja za primarni mehanizem možganov, ki omogoča učenje in spomin.
Večino možganskega prostora zavzemajo nevriti, ki se pogosto povezujejo v živčne proge. Mnogo nevritov obdaja maščobna snov mielin, ki povečuje hitrost potovanja signala. Mielin je bel, zato so deli možganov, ki jih izpolnjujejo le živčna vlakna, svetlejši. Imenujemo jih bela možganovina. Sivo možganovino oblikujejo območja z večjo gostoto teles nevronov.

### Evolucija

#### Splošna zgradba živčevja dvobočno somernih živali
Razen nekaj primitivnih tipov živali, kot so spužve (nimajo živčevja) in ožigalkarji (njihovo živčevje sestavlja difuzna živčna mreža), so vse danes živeče živali dvobočno somerne. To pomeni, da je oblika njihovega telesa simetrična (leva in desna polovica sta si približni zrcalni sliki). Vse dvobočno somerne živali so se razvile iz skupnega prednika, ki je verjetno živel v zgodnjem kambriju, pred 550 do 600 milijoni let. Hipoteza trdi, da je imel skupni prednik obliko preprostega črva s členjenim telesom. Na shematski ravni se osnovna črvasta oblika odraža v zgradbi telesa in živčevja vseh dvobočno somernih živali, vključno z vretenčarji. Temeljna dvobočno somerna oblika telesa je cev s črevesno votlino, ki poteka od ust do anusa in s hrbtno struno z razširitvijo (ganglijem) za vsak telesni člen. Posebno velik ganglij je na začetku – imenujemo ga možgani. Možgani so pri določenih skupinah, kot so gliste, majhni in preprosti. Pri drugih skupinah živali, vključno z vretenčarji, so najkompleksnejši organ. Nekatere črvaste živali, kot so pijavke, imajo povečan ganglij na koncu hrbtne strune, čemur pravimo repni možgani.
Nekateri tipi dvobočno somernih živali nimajo prepoznavnih možganov. To so iglokožci, plaščarji in skupina primitivnih ploskih črvov Acoelomorpha. Ni dokončno pojasnjeno, ali obstoj teh skupin brez možganov kaže, da so bili zgodnejši nevretenčarji brez možganov, ali pa so se njihovi predniki razvili na način, ki je vodil v izgubo predhodno obstoječe možganske strukture.

#### Nevretenčarji
Sem spadajo členonožci, mehkužci in številne živali črvaste oblike. Raznolikost teles nevretenčarjev se ujema z raznolikostjo možganske strukture.
Kompleksne možgane imata dve skupini nevretenčarjev: členonožci (žuželke, raki, pajkovci) in glavonožci (hobotnice, lignji). Možgani členonožcev in glavonožcev nastanejo iz dveh vzporednih hrbtnih strun, ki potekata vzdolž vsega telesa živali. Členonožci imajo osrednje možgane. Razdeljeni so na tri dele. Za vsakim očesom imajo velik optični možganski reženj, ki služi obdelavi vizualnih podatkov. Glavonožci, kot so hobotnice in lignji, imajo največje možgane med nevretenčarji.
Nekatere vrste nevretenčarjev so raziskovali, ker so lastnosti njihovih možganov primerne za eksperimentalno delo. To so:
- Vinske mušice: na voljo so številne tehnike za preučevanje njihovih genetskih značilnosti, zaradi česar so izjemno priročen subjekt za proučevanje vloge genov pri razvoju možganov.[26] Kljub veliki evolucijski razdalji med žuželkami in sesalci so se številni vidiki nevrogenetskih lastnosti vinskih mušic pokazali kot relevantni za ljudi. Prve gene, ki uravnavajo biološke ure, so prepoznali s pregledovanjem mutantov vinske mušice, ki so izkazovali motene cirkadiane ritme.[27] Iskanje po genomih vretenčarjev je pokazalo skupek analognih genov, ki igrajo podobno vlogo v biološki uri miši – zato so zelo verjetno povezani tudi z biološko uro človeka.[28]
- Glisto Caenorhabditis elegans so raziskovali zaradi njenega pomena v genetiki.[29] V zgodnjih 70. letih 20. stoletja jo je Sydney Brenner izbral kot modelni organizem za raziskovanje genetskega nadzora razvoja. Prednost te živali za raziskave je stereotipnost njene telesne zgradbe. Živčevje tega hermafrodita obsega točno 302 nevrona, ki sta vedno na enakem mestu in vedno ustvarjata identične sinaptične povezave.[30] Brennerjeva ekipa je razrezala glisto na tisoče ultratankih rezin in vsako pregledala pod elektronskim mikroskopom. Nato so vizualno preverili ujemanje od odseka do odseka in mapirali vsak nevron in sinapso.[31] Tako natančno ni raziskan noben drug organizem. Te informacije so omogočile ogromno študij.[32]
- Morske zajčke iz rodu Aplysia je Nobelov nagrajenec Eric Kandel izbral kot modelni organizem za proučevanje celične osnove učenja in spomina, saj imajo preprosto in dostopno živčevje. Te živali so uporabili v več sto poskusih.[33]

#### Vretenčarji
Prvi vretenčarji so se pojavili pred več kot 500 milijoni let, v kambriju, in so po obliki morda spominjali na današnje glenavice. Morski psi so se pojavili pred približno 450 milijoni let, dvoživke pred 400 milijoni, plazilci pred 350 milijoni in sesalci pred 200 milijoni let. Nobene sodobne vrste ne moremo v strogem pomenu besede opredeliti kot primitivnejše od drugih, saj imajo vse enako dolgo evolucijsko zgodovino. Vendar možgani sodobnih glenavic, piškurjev, morskih psov, dvoživk, plazilcev in sesalcev kažejo gradient velikosti in kompleksnosti, ki v grobem sledi evolucijskemu zaporedju. Vsi ti možgani imajo enak skupek osnovnih anatomskih komponent. Pri glenavicah so mnoge rudimentarne, pri sesalcih pa so najpomembnejši del – predvsem je razširjen in dovršen telencefalon.
Možgane najlažje primerjamo po velikosti. Razmerja med velikostjo možganov, velikostjo telesa in drugimi spremenljivkami so primerjali pri številnih vrstah vretenčarjev. Velikost možganov se povečuje z velikostjo telesa, vendar ne linearno. Če računamo velikost možganov kot funkcijo velikosti telesa, imajo manjše živali večje možgane. Žival z največjim razmerjem med velikostjo možganov in velikostjo telesa je kolibri. Pri sesalcih razmerje med prostornino možganov in telesno maso sledi potenčnemu zakonu z eksponentom okrog 0,75. Ta formula opisuje osnoven princip, vendar se vsaka družina sesalcev nekoliko razlikuje, kar deloma odseva kompleksnost njihovega vedenja. Možgani prvakov so tako 5 do 10-krat večji, kot to predvideva formula. Plenilci imajo glede na telesno velikost večje možgane kot njihov plen.
Možgani vseh vretenčarjev imajo skupno osnovno obliko, ki je najbolj opazna med zgodnjimi obdobji embrionalnega razvoja. V najzgodnejši obliki se možgani pojavljajo kot tri razširitve na zgornjem koncu nevralne cevi. Iz teh razširitev nastanejo prozencefalon, mezencefalon in rombencefalon. V zgodnejših razvojnih stopnjah so vsa tri območja približno enako velika. Pri številnih razredih vretenčarjev, kot so ribe in dvoživke, ostanejo ti trije deli enako veliki tudi v odrasli dobi. Pri sesalcih postane prozencefalon mnogo večji kot druga dva dela; mezencefalon se zelo zmanjša.
Možgani vretenčarjev so zgrajeni iz mehkega tkiva. Živo možgansko tkivo je navzven rožnato in navznoter predvsem belo; možne so tudi druge barve. Možgane vretenčarjev obdaja vezivno tkivo – možganske ovojnice ali meninge ločujejo lobanjo in možgane. Krvne žile vstopajo v možgane skozi odprtine v plasteh ovojnic. Celice v stenah krvnih žil so tesno druga ob drugi in tvorijo krvno-možgansko pregrado. Ta varuje možgane pred toksini, ki jih nosi kri.
Nevroanatomi delijo možgane vretenčarjev na šest glavnih regij: telencefalon (možganski polobli), diencefalon (talamus in hipotalamus), mezencefalon, male možgane, most ter podaljšano hrbtenjačo. Vsaka regija ima kompleksno notranjo strukturo. Nekateri deli, kot sta možganska skorja in mali možgani, so sestavljeni iz plasti, ki so zvite in zložene, da ustrezajo prostoru, ki je na voljo. Talamus in hipotalamus sta sestavljena iz skupkov več majhnih jeder. Na podlagi razlik v živčni strukturi, kemiji in povezanosti lahko identificiramo več tisoč različnih regij vretenčarskih možganov.
Čeprav so nekateri osnovni sestavni deli prisotni v možganih vseh vretenčarjev, so nekatere evolucijske veje vretenčarjev ubrale svojo pot. Opazne so razlike v možganski geometriji, predvsem v območju prozencefalona. Možgani morskega psa kažejo osnovne komponente v rostralni smeri. Pri kostnicah so možgani obrnjeni – kot nogavica, ki je obrnjena od znotraj navzven. Pri ptičih je največja razlika v strukturi prozencefalona. Te razlike otežujejo primerjanje možganov različnih živalskih vrst.
Sledi seznam pomembnih struktur vretenčarskih možganov in kratek opis njihovih funkcij:
- Podaljšana hrbtenjača skupaj s hrbtenjačo vsebuje več majhnih jeder, ki sodelujejo pri mnogih motoričnih in senzoričnih funkcijah.[43]
- Most leži v možganskem deblu, tik nad podaljšano hrbtenjačo. Vsebuje jedra, ki nadzorujejo spanje, dihanje, požiranje, funkcijo sečnega mehurja, ravnotežje, premikanje oči, izraze obraza in pokončno držo.[44]
- Hipotalamus je majhna struktura na bazi prozencefalona, katerega kompleksnost in pomen presegata njegovo velikost. Sestavljajo ga številna majhna jedra, vsako z različno povezanostjo in nevrokemijo. Hipotalamus uravnava ritme budnosti in spanja, prehranjevanje in pitje, sproščanje hormonov ter več drugih pomembnih bioloških funkcij.[45]
- Talamus je še ena skupina jeder z različnimi funkcijami. Nekatera sodelujejo pri preklapljanju informacij v možganske poloble in iz njih. Druga so ključna za motivacijo. Subtalamično območje (cona incerta) verjetno vsebuje sisteme, ki generirajo tipe vedenja, kot so prehranjevanje, pitje, odvajanje in parjenje.[46]
- Mali možgani modulirajo signale iz drugih možganskih sistemov tako, da jih napravijo bolj natančne. Če živalim odstranimo male možgane, bodo še vedno zmožne početi vse, vendar bodo gibi netočni in nerodni. Ta natančnost ni vrojena, vgrajena, ampak se je naučimo s poskusi in napakami. Zgled nevronske plastičnosti, ki se oblikuje v malih možganih, je vožnja kolesa.[47]
- Zgornji kolikel/optični tektum: omogoča, da so dejanja usmerjena proti določeni točki v prostoru, večinoma v odgovoru na vizualni vnos. Pri sesalcih se imenuje zgornji kolikel (colliculus superior). Njegova najbolje preučena funkcija je usmerjanje premikanja očesnih zrkel. Usmerja tudi gibe doseganja in druga v objekte usmerjena dejanja. Ima močne vhode iz čutila za vid, kot tudi iz drugih čutil, ki sodelujejo v usmerjanju dejanj, kot je slušni vnos pri sovah in vnos iz termosenzitivnega jamičastega organa pri kačah. Pri nekaterih ribah, kot so piškurji, je ta predel največji del možganov.[48] Zgornji kolikel je del mezencefalona.
- Pallium je plast sive možganovine, ki leži na površini prozencefalona. Pri plazilcih in sesalcih se imenuje možganska skorja. Skorja opravlja več funkcij, kot sta voh in prostorski spomin. Pri sesalcih, kjer je največji del možganov, nadzoruje funkcije iz več možganskih regij. Pri številnih sesalcih je skorja oblikovana v vijuge – giruse. Ti tvorijo globoke žlebe - sulkuse. Vijuge povečujejo površino skorje in tako povečajo količino sive možganovine in informacij, ki jih možgani lahko procesirajo.[49]
- Hipokampus v ožjem pomenu obstaja le pri sesalcih. Medialni pallium, iz katerega izhaja hipokampus, ima ustreznice pri vseh vretenčarjih. Ta del možganov se ukvarja s prostorskim spominom in navigacijo pri ribah, ptičih, plazilcih in sesalcih.[50]
- Bazalni gangliji so skupina med seboj povezanih struktur v prozencefalonu. Primarna funkcija bazalnih ganglijev je selekcija dejanj. Inhibitorne signale pošiljajo vsem delom možganov, ki lahko generirajo motorično vedenje. V pravih okoliščinah lahko sprostijo inhibicijo. To omogoči sistemom, ki tvorijo dejanja, da jih izvedejo. Najpomembnejši učinek nagrajevanja in kaznovanja je spreminjanje povezav znotraj bazalnih ganglijev.[51]
- Olfaktorni bulbus je posebna struktura, ki procesira vohalne signale in pošilja svoje odgovore v olfaktorni del skorje. Pri mnogih vretenčarjih je glavni sestavni del možganov, pri prvakih pa je zelo zmanjšana.[52]

#### Sesalci
Največja razlika med možgani sesalcev in drugih vretenčarjev je v velikosti. Sesalec ima možgane povprečno približno dvakrat večje od enako velikega ptiča in desetkrat večje od plazilca enake velikosti.
Velikost ni edina razlika, saj obstajajo tudi razlike v obliki. Rombencefalon in mezencefalon sesalcev sta podobna kot pri drugih vretenčarjih. Največja razlika je v prozencefalonu, ki je veliko večji in ima drugačno strukturo. Možganska skorja je del možganov, po katerem se sesalci najbolj razlikujejo od drugih skupin. Pri nesesalcih je površina velikih možganov povezana z razmeroma preprosto strukturo iz treh plasti, ki jo imenujemo pallium. Skorja pri sesalcih obsega kompleksno šestplastno strukturo, ki jo imenujemo neokorteks ali izokorteks. Več regij na robu neokorteksa, vključno s hipokampusom in amigdalo, je mnogo bolj razvitih pri sesalcih kot pri drugih vretenčarjih.
Izpopolnjenost možganske skorje prinaša spremembe tudi v drugih možganskih regijah. Zgornji kolikel, ki je pomemben pri vizualnem nadzoru vedenja večine vretenčarjev, je pri sesalcih zelo majhen. Številne njegove funkcije prevzamejo temu namenjene regije možganske skorje. Mali možgani sesalcev vsebujejo velika območja (neocerebellum), ki podpirajo možgansko skorjo, česar pri drugih vretenčarjih ne najdemo.

#### Prvaki
| Vrsta            | EQ        |
| ---------------- | --------- |
| Človek           | 7,4–7,8   |
| Šimpanzi         | 2,2–2,5   |
| Rezus (opica)    | 2,1       |
| Velika pliskavka | 4,14      |
| Sloni            | 1,13–2,36 |
| Domači pes       | 1,2       |
| Domači konj      | 0,9       |
| Podgana          | 0,4       |

Možgani človeka in drugih prvakov imajo enako strukturo kot možgani drugih sesalcev, vendar so večinoma večji glede na telesno velikost. Najbolj sprejet način primerjave možganov med različnimi živalskimi vrstami je količnik encefalizacije, ki upošteva nelinearnost razmerja možgani–telo. Povprečen količnik ljudi je 7–8, količnik drugih prvakov je 2–3. Količnik delfinov je višji kot pri človeku podobnih opicah in drugih prvakih (z izjemo človeka), skoraj vsi drugi sesalci pa imajo precej nizek EQ.
Večina povečanja možganov prvakov je na račun obsežne razširitve možganske skorje, posebno prefrontalne skorje in delov skorje, ki sodelujejo pri vidnem zaznavanju. Mreža prvakov za vizualno procesiranje obsega najmanj 30 različnih možganskih regij s kompleksnim omrežjem povezav. Ocenjujejo, da območja vizualnega procesiranja obsegajo več kot polovico celotne površine neokorteksa prvakov. Prefrontalna skorja opravlja funkcije, ki vključujejo načrtovanje, delovni spomin, motivacijo, pozornost in izvršilni nadzor. Pri prvakih zavzema veliko večji delež možganov kot pri drugih vrstah. Posebno velika je pri človeku.

## Fiziologija
Funkcije možganov temeljijo na sposobnosti nevronov prenašati elektrokemične signale do drugih celic in njihovi sposobnosti, da primerno odgovorijo na elektrokemični signal, ki ga prejmejo od drugih celic. Membranske potenciale nevronov nadzorujejo mnogi biokemični in presnovni procesi, od katerih so najpomembnejše interakcije med živčnimi prenašalci in receptorji, ki potekajo v sinapsah.

### Živčni prenašalci in receptorji
Živčni prenašalci so snovi, ki se sproščajo v sinapsah, ko jih aktivira akcijski potencial. Vežejo se na receptor na sinaptični membrani tarčne celice, s tem pa spremenijo električne in kemične lastnosti receptorja.
Razen nekaj izjem vsak nevron v možganih sprošča enake živčne prenašalce ali njihovo kombinacijo na vseh sinapsah, kar imenujemo Daleovo načelo. Zato se nevron lahko poimenuje po živčnih prenašalcih, ki jih sprošča. Velika večina psihoaktivnih snovi deluje tako, da spreminja specifične živčnoprenašalske sisteme. Te snovi so med drugim tudi marihuana, nikotin, heroin, kokain, alkohol, fluoksetin in klopromazin.
V možganih vretenčarjev sta najpogostejša živčna prenašalca glutamat, ki na tarčne celice deluje vzbujevalno (ekscitatorno), in GABA, ki je skoraj vedno deluje zaviralno (inhibitorno). Nevroni s tema prenašalcema so v skoraj vseh predelih možganov. Zdravila, ki delujejo na glutamatni ali GABA-ergični sistem, imajo več močnih učinkov, saj sta ta sistema prisotna povsod. Nekateri splošni anestetiki zmanjšajo učinek glutamata. Večina pomirjeval deluje tako, da spodbuja učinke spojine GABA.
Nekateri živčni prenašalci so prisotni v bolj omejenem obsegu, pogosto v regijah, ki opravljajo določeno funkcijo. Serotonin je primarna tarča antidepresivov in več prehranskih dodatkov. Nastaja izključno v jedru rafe v možganskem deblu. Noradrenalin, ki vpliva na budnost, se tvori le v lokusu coeruleusu. Drugi živčni prenašalci, kot sta acetilholin in dopamin, se tvorijo v več predelih možganov, vendar niso tako razširjeni, kot sta glutamat in GABA.

### Električna aktivnost
Stranski učinek elektrokemičnih procesov, ki jih nevroni uporabljajo za signaliziranje, je električno polje. Tvori ga aktivno možgansko tkivo. Ko veliko število nevronov kaže sinhronizirano aktivnost, je mogoče električno polje, ki ga tvorijo, zaznati tudi zunaj lobanje. Za to se uporabljata elektroencefalografija (EEG) ali magnetoencefalografija (MEG). Posnetki EEG-ja, skupaj s posnetki preko elektrod, vstavljenih v možgane poskusnih živali, kot so podgane, kažejo, da so možgani živih živali neprestano aktivni, tudi med spanjem. Vsak del možganov kaže mešanico ritmične in neritmične aktivnosti, ki se razlikuje glede na vedenje. Pri sesalcih kaže možganska skorja velike in počasne valove delta med spanjem, hitrejše valove alfa, ko je žival budna, a nepozorna in na videz kaotično aktivnost, ko opravlja določeno nalogo. Med epileptičnim napadom možganski nadzor inhibicije odpove. Električna aktivnost naraste na patološko raven in kaže na EEG-ju vzorce, ki jih v zdravih možganih ni. Koreliranje vzorcev z računskimi funkcijami posameznih nevronov je eno osrednjih raziskovalnih področij sodobne nevrofiziologije.

### Presnova
Vsi vretenčarji imajo krvno-možgansko pregrado, ki omogoča, da presnova v možganih poteka drugače kot v drugih delih telesa. Najpomembnejše so celice nevroglije, saj nadzorujejo kemijsko sestavo tekočine, ki obdaja nevrone, vključno z ravnjo ionov in hranil.
Možgansko tkivo porabi glede na svojo prostornino veliko količino energije. Veliki možgani so za žival velika presnovna obremenitev. Potreba po omejitvi telesne mase, da bi žival lahko npr. letela, je pri nekaterih živalih (na primer netopirjih) vodila v zmanjšanje velikosti možganov. Možgani porabijo večino energije za vzdrževanje membranskega potenciala nevronov. Pri vretenčarjih predstavlja bazalna presnova možganov 2–8 % celotne bazalne presnove. Pri prvakih je ta delež večji in pri človeku predstavlja 20–25 %. Poraba energije se časovno ne spreminja bistveno. Aktivne regije možganske skorje porabijo več energije kot neaktivne. To je osnova funkcionalnih slikovnih preiskav možganov, kot so pozitronska emisijska tomografija (PET), funkcionalna magnetna resonanca (fMR) in bližnja infrardeča spektroskopija.
Pri človeku in mnogih drugih vrstah dobijo možgani večino energije iz oksidativne razgradnje glukoze. Pri nekaterih drugih vrstah so možni alternativni viri energije, kot so laktat, ketoni, aminokisline, glikogen in tudi lipidi.

## Funkcije
Iz evolucijsko-biološke perspektive je funkcija možganov izvajati koherenten nadzor nad dejanji živali. Centralizirani možgani omogočajo hkratno aktivacijo skupin mišic v kompleksnih vzorcih. Centraliziran nadzor omogoča, da dogajanje v enem delu telesa izzove odziv v drugih delih in tudi prepreči navzkrižno delovanje različnih telesnih delov.
Da bi možgani tvorili namensko in usklajeno delovanje, najprej prenesejo signal iz čutil v središče. Te grobe podatke obdelajo in izluščijo informacije o strukturi okolja. Obdelane senzorične informacije uskladijo z informacijami o trenutnih potrebah živali in s spominom na pretekle okoliščine. Na podlagi rezultata tvorijo motorične vzorce, ki so najboljši za žival. Obdelava signalov je zahtevna interakcija med več funkcionalnimi podsistemi.

### Procesiranje informacij
Iznajdba elektronskih računalnikov v 40. letih 20. stoletja in razvoj matematične informacijske teorije sta privedla so odkritja, da se lahko možgane razume kot sisteme, ki procesirajo informacije. Ta koncept je osnova kibernetike. Omogočil je tudi pojav računalniške nevroznanosti. Najzgodnejše težnje kibernetike so bile precej okorne, saj so možgane obravnavale kot da so le preobleka digitalnega računalnika. Eden takšnih primerov je Neumannova knjiga Računalnik in možgani (The Computer and the Brain) iz leta 1958. Skozi leta so informacije o električnih odgovorih možganskih celic, ki so jih posneli na živalih, premikale teoretične koncepte v smer večjega realizma.
Bistvo pristopa informacijskega procesiranja je razumeti možgansko funkcijo v pojmih informacijskega toka in izvrševanja algoritmov. Eden najbolj vplivnih zgodnjih prispevkov je What the frog's eye tells the frog's brain. Napisan je bil leta 1959. Preverjali so vizualne odgovore nevronov v mrežnici in optičnem tektumu žab. Zaključili so, da so nekateri tektalni nevroni povezani tako, da kombinirajo elementarne odzive na način, da delujejo kot »detektorji hroščev«. Nekaj let kasneje sta David Hubel in Torsten Wiesel v primarni vidni skorji opic odkrila celice, ki se aktivirajo, ko se ostrorobi objekt premakne čez določeno točko v vidnem polju. Za to odkrije sta prejela Nobelovo nagrado. Nadaljnje študije višjih vizualnih področij so odkrile celice, ki zaznavajo binokularno dispariteto, barvo, gibanje in obliko. Z oddaljevanjem teh področij od primarne vidne skorje se povečuje kompleksnost odgovorov. Druge raziskave možganskih področij, nepovezanih z vidom, so razkrile širok razpon povezav s spominom in nekaterimi abstraktnimi kognitivnimi kategorijami, kot je prostor.
Teoretiki so poskušali razumeti vzorce odzivanja tako, da so sestavili matematične modele nevronskih mrež, ki se jih da računalniško simulirati. Nekateri uporabni modeli so abstraktni. Bolj so osredotočeni na konceptualno strukturo nevronskih algoritmov kot na to, kako so vgrajeni v možgane. Drugi modeli težijo k vključevanju podatkov o biofizičnih lastnostih resničnih nevronov. Noben model na nobeni ravni še ni dovolj razvit, da bi bil popolnoma veljaven opis možganske funkcije. Osnovna težava je, da sofisticirana komputacija nevronskih mrež zahteva distribuirane procese, v katerih sodeluje stotine ali tisoče nevronov. Trenutne snemalne metode pa omogočajo snemanje le izoliranih akcijskih potencialov nekaj deset nevronov hkrati.

### Senzorika
Ena primarnih funkcij možganov je pridobivati biološko pomembne informacije iz senzoričnih vnosov. Človeški možgani dobivajo informacije o svetlobi, zvoku, kemični sestavi ozračja, temperaturi, orientaciji glave, položaju okončin, kemični sestavi krvi. Druge živali lahko imajo tudi dodatne čute, kot je infrardeči termoreceptor kač, čut za magnetno polje nekaterih ptičev ali čut za električno polje nekaterih tipov rib. Nekatere živali so razvile senzorične sisteme na nove načine – netopirji so adaptirali slušni sistem v obliko sonarja. Vse senzorične modalitete uvodoma zazna specializirano čutilo, ki prenese signal v možgane.
Vsak senzorični sistem se začne s specializiranimi receptorskimi celicami, kot so paličnice v mrežnici očesa, na vibracijo občutljivi nevroni v ušesnem polžu, na pritisk občutljivi nevroni v koži. Nevriti senzoričnih receptorjev potekajo do hrbtenjače ali do možganov, kjer prenesejo signal do svojih primarnih senzoričnih jeder. Ta prenesejo informacije v višja senzorična področja. Skozi talamus se signali prenesejo v možgansko skorjo. Tam se s procesiranjem pridobi biološko pomembne podatke. Te se integrira s signali, ki prihajajo iz drugih senzoričnih sistemov.

### Motorični nadzor
Motorični sistemi so področja možganov, ki so neposredno ali posredno vključena v gibanje telesa – v aktivacijo mišic. Razen zunanjih zrkelnih mišic, ki premikajo oko in jih nadzorujejo jedra v mezencefalonu, so vse skeletne mišice v telesu neposredno oživčene z motoričnimi nevroni v hrbtenjači in rombencefalonu. Hrbtenjačne motorične nevrone nadzorujejo živčni krogi, ki so intrinzični za hrbtenjačo, in descendentni vhodi iz možganov. Intrinzični hrbtenjačni krogi izvršujejo mnoge refleksne odgovore in vsebujejo
generatorje vzorcev za ritmične gibe, kot sta hoja ali plavanje. Descendentne povezave iz možganov omogočajo bolj sofisticiran nadzor.
V možganih je več motoričnih področij, ki se projicirajo neposredno v hrbtenjačo. Na najnižji ravni sta motorični področji v podaljšani hrbtenjači in v mostu. Nadzorujeta stereotipna vedenja kot so hoja, dihanje ali požiranje. Višje so področja mezencefalona, kot je rdeče jedro (nucleus ruber), ki je odgovorno za koordiniranje gibov rok in nog. Najvišja raven je primarna motorična skorja. To je tkivna proga, ki se nahaja na posteriorni strani čelnega režnja. Primarna motorična skorja pošilja projekcije subkortikalnim motoričnim področjem in skozi piramidno progo neposredno v podaljšano hrbtenjačo. Ta neposredna kortikospinalna projekcija omogoča natančni hoteni nadzor detajlov gibov. Druga možganska področja, povezana z motoriko, izkazujejo drugotne učinke preko projiciranja v primarna motorična področja. Najpomembnejša drugotna področja so premotorična skorja, bazalni gangliji in mali možgani.
| Regija                           | Mesto         | Funkcija                                                                   |
| -------------------------------- | ------------- | -------------------------------------------------------------------------- |
| Ventralni rog                    | Hrbtenjača    | Vsebuje motorične nevrone, ki neposredno aktivirajo mišice.                |
| Okulomotorična jedra             | Mezencefalon  | Vsebuje motorične nevrone, ki neposredno aktivirajo očesne mišice.         |
| Mali možgani                     | Rombencefalon | Umerjajo natančnost in čas izvedbe giba.                                   |
| Bazalni gangliji                 | Prozencefalon | Izbor dejanja na podlagi motivacije.                                       |
| Motorična skorja                 | Čelni reženj  | Neposredna kortikalna aktivacija krogotokov spinalnih motoričnih nevronov. |
| Premotorična skorja              | Čelni reženj  | Zbiranje elementarnih gibov v koordinirane vzorce.                         |
| Suplementarno motorično področje | Čelni reženj  | Tvorba zaporedja gibov v začasni vzorec.                                   |
| Prefrontalna skorja              | Čelni reženj  | Načrtovanje in druge izvršilne funkcije.                                   |

Možgani in hrbtenjača vsebujejo obsežne krogotoke, ki nadzorujejo avtonomni živčni sistem, ki deluje preko izločanja hormonov in usmerjanja gladkih mišic črevesja. Avtonomni živčni sistem vpliva na hitrost srčnega utripa, prebavo, hitrost dihanja, slinjenje, znojenje, uriniranje, spolno vzburjenje in mnoge druge procese. Večina teh funkcij ni pod neposrednim vplivom volje.

### Budnost
Eden očitnejših vidikov vedenja vsake živali je dnevni cikel med spanjem in budnostjo. Budnost in zavedanje usmerja velika mreža možganskih področij.
Ključni del sistema budnosti je suprakiazmatično jedro. Leži v hipotalamusu, točno nad križiščem optičnih živcev iz oči. Suprakiazmatično jedro vsebuje centralno biološko uro telesa. Nevroni v tem področju izkazujejo raven dejavnosti, ki se poveča ali upade v obdobju 24 ur. To so cirkadiani ritmi. Spremembe aktivnosti narekujejo ritmične spremembe v izražanju skupka genov clock. Suprakiazmatično jedro ohranja čas, četudi je izrezano iz možganov in nameščeno v posodo s toplo tekočino in hranili. V organizmu prejema vnose iz optičnih živcev, in sicer preko retinohipotalamične proge. Ta omogoča dnevno-nočnim ritmom umerjati biološko uro.
Projekcije suprakiazmatičnega jedra vodijo v hipotalamus in v možgansko deblo. Vključene so v izvršitev ciklov budnosti in spanja. Pomemben del sistema je retikularna formacija. Retikularni nevroni pošiljajo signale do talamusa. Ta nato pošilja signale, ki nadzorujejo raven aktivnosti, v predele skorje. Poškodba retikularne formacije lahko povzroči trajno komatozno stanje.
Med spanjem se dogajajo velike spremembe v možganski aktivnosti. Do leta 1950 so mislili, da možgani med spanjem mirujejo. Sedaj se ve, da je to daleč od resnice. Možganska aktivnost se nadaljuje tudi v spanju, vendar se vzorci zelo razlikujejo. Obstajata 2 fazi spanja: REM (Rapid eye movement), spanje s hitrim premikanjem očesnih zrkel (s sanjami) in NREM (Non-rapid eye movement), brez hitrega premikanja očesnih zrkel (navadno brez sanj). Pojavljata se v različnih vzorcih skozi epizodo spanja. Možno je meriti 3 tipe različnih vzorcev možganske aktivnosti: REM, plitki NREM in globoki NREM. Med globokim NREM spanjem, imenovanim tudi spanje počasnih valov, se možganska aktivnost v skorji kaže v obliki velikih sinhroniziranih valov, ki so v budnem stanju burni in desinhronizirani. Raven nevrotransmitorjev noradrenalina in serotonina med to obliko spanja upade in med REM fazo pade skoraj na nič. Ravni acetilholina kažejo ravno obraten vzorec.

### Homeostaza
Za preživetje vsake živali je nujno vzdrževanje mnogih parametrov telesnega stanja. Ti parametri so med drugimi telesna temperatura, vsebnost vode, koncentracija natrija v krvi, raven krvnega sladkorja in raven kisika. Zmožnost, da živali regulirajo svoje notranje okolje, je znana kot homeostaza. Vzdrževanje homeostaze je ključna funkcija možganov. Osnovni princip homeostaze je negativna povratna zveza. Vsakič, ko se parameter razlikuje od svoje nastavljene vrednosti, nevroni generirajo signal, ki javi napako. Ta signal izzove odgovor, ki povzroči, da se parameter uravna s svojo nastavljeno vrednostjo (ta princip se pogosto uporablja v inženirstvu, na primer v nadzoru temperature s termostatom).
Pri vretenčarjih je najpomembnejši del možganov, ki skrbi za homeostazo, hipotalamus. To je majhno področje na bazi prozencefalona, katerega velikost ne odseva njegove kompleksnosti ali pomena njegove funkcije.
Hipotalamus je zbirka majhnih jeder. Večina jih sodeluje pri temeljnih bioloških funkcijah. Nekatere so povezane z budnostjo ali s socialnimi interakcijami, kot so seksualnost, agresija ali materinsko vedenje, večina pa jih je povezanih s homeostazo. Več hipotalamičnih jeder prejema vnose iz čutil, ki obdajajo krvne žile in zbirajo informacije o temperaturi, ravni natrija, glukoze ter kisika. Ta hipotalamična jedra pošiljajo iznose do motoričnih področij, ki tvorijo dejanja, ki uravnavajo razlike. Nekaj signalov se prenese tudi v hipofizo. To je drobna žleza, pritrjena na možgane, neposredno pod hipotalamusom. Hipofiza izloča hormone v krvni obtok. Hormoni krožijo po telesu in povzročajo spremembe v celični aktivnosti.

### Motivacija
Po razvojni teoriji so živali genetsko programirane tako, da skušajo preživeti in imeti potomce. Na ravni posamezne živali se cilja genetske prilagodljivosti prevedeta v skupek vedenja, ki omogoča preživetje. Žival išče hrano, vodo, zavetišče in partnerja. Motivacijski sistem možganov nadzoruje trenutno stanje zadovoljitve teh ciljev. Ko se pojavi potreba, aktivira vedenje, da bi jo zadovoljil. Motivacijski sistem večinoma deluje preko mehanizma kaznovanja in nagrajevanja. Ko določenemu vedenju sledijo ugodne posledice, se aktivira mehanizem za nagrado. To vključuje možganske strukturne spremembe. Te povzročijo, da se določeno vedenje ponovi vsakič, ko se pojavi enaka situacija. Kadar vedenju sledijo neprijetne posledice, se aktivira sistem kaznovanja. Ko se ponovi enaka situacija, se določeno vedenje zavre zaradi strukturnih možganskih sprememb.
Možgani vseh živali, ki so jih doslej proučevali, imajo mehanizem kaznovanja in nagrajevanja. Celo črvi in žuželke lahko spremenijo svoje vedenje, ko iščejo hrano ali se izogibajo nevarnosti. Pri vretenčarjih se mehanizem kaznovanja in nagrajevanja izvršuje v posebnem možganskem področju, katerega center so bazalni gangliji. To je skupek medsebojno povezanih področij na bazi prozencefalona. Bazalni gangliji so center odločanja in izkazujejo stalni zaviralni nadzor nad večino motoričnih možganskih sistemov. Ko sprostijo zaviranje, lahko motorični sistem izvede načrtovano dejanje. Nagrajevanje in kaznovanje delujeta preko spreminjanja razmerja med vnosi, ki jih prejemajo bazalni gangliji in med odločitvami – signali, ki jih oddajajo. Mehanizem nagrajevanja je bolje razumljen kot mehanizem kaznovanja. Vlogo slednjega pri zlorabi različnih snovi bo treba še raziskati. Raziskave kažejo, da je najpomembnejši dopamin. Snovi, ki povzročajo odvisnost (na primer kokain, amfetamini, nikotin), dvigujejo raven dopamina ali okrepijo njegove učinke v možganih.

### Učenje in spomin
Skoraj vse živali so zmožne na podlagi izkušnje prilagajati svoje vedenje, tudi najbolj primitivni tipi črvov. Vedenje določa možganska aktivnost, zato spremembe vedenja izhajajo iz sprememb v možganih. Teoretiki so že od Cajalovega obdobja trdili, da sta učenje in spomin posledica sprememb sinaptičnih povezav. Do leta 1970 je teoriji o sinaptični plastičnosti manjkal eksperimentalni dokaz. Leta 1971 sta Tim Bliss in Terje Lømo objavila članek o pojavu, ki ga danes imenujejo dolgoročna potenciacija. Članek je prinašal jasen dokaz o sinaptičnih spremembah, ki so se zgodile zaradi aktivnosti nevronov in so trajale vsaj nekaj dni. Odkar je tehnični napredek olajšal eksperimentalno delo, so izvedli več tisoč študij, da bi razjasnili mehanizem sinaptičnih sprememb in razkrili druge tipe z aktivnostjo induciranih sinaptičnih sprememb v različnih možganskih področjih, vključno z možgansko skorjo, hipokampusom, bazalnimi gangliji in malimi možgani.
Nevroznanstveniki razlikujejo več tipov učenja in spomina, ki se v možganih izvršujejo na različne načine:
- Delovni spomin je sposobnost možganov vzdrževati trenutno zastopanost informacij o nalogi, ki jo žival trenutno izvaja. To obliko dinamičnega spomina verjetno usmerjajo povezave med skupinami aktiviranih nevronov, ki vzdržujejo svojo aktivnost s konstantnim medsebojnim stimuliranjem. O tem govori Hebbovo učenje.[112]
- Epizodični spomin je sposobnost zapomniti si podrobnosti določenih dogodkov. Ta oblika spomina se lahko ohrani doživljenjsko. Pri tem je ključen hipokampus, saj so ljudje s hudo poškodbo hipokampusa včasih amnestični. Amnezija je nesposobnost tvoriti nov dolgoročni epizodični spomin.[113]
- Semantični spomin je sposobnost naučiti se dejstva in odnose med njimi. Ta oblika spomina je verjetno shranjena v možganski skorji. Usmerjajo jo spremembe v povezanosti med celicami, ki zastopajo določen tip informacij.[114]
- Instrumentalno učenje je sposobnost spreminjati vedenje glede na nagrado ali kazen. Izvršuje ga mreža možganskih področij s centrom v bazalnih ganglijih.[115]
- Motorično učenje je sposobnost z vajo oziroma s ponavljanjem prečistiti vzorce telesnih gibov. Pri tem sodeluje mnogo možganskih področij, vključno s premotorično skorjo in bazalnimi gangliji. Zelo pomembni so mali možgani, ki delujejo kot velika spominska banka za mikroprilagoditve parametrov gibanja.[116]

## Razvoj
Razvoj možganov poteka v več zaporednih fazah. Možgani spreminjajo svojo obliko iz preproste izbokline na sprednjem delu nevralne cevi v najzgodnejšem embrionalnem obdobju do celostnega sistema področij in povezav. Nevroni nastajajo v posebnih področjih, ki vsebujejo zarodne celice in nato migrirajo skozi tkiva, da dosežejo svoje dokončno mesto. Ko se namestijo, njihovi nevriti vzniknejo in se usmerjajo skozi možgane. Spotoma se vejijo in razširjajo, vse dokler ne dosežejo svojih tarč in ustvarijo sinaptičnih povezav. Nevroni in sinapse v zgodnjih obdobjih v več predelih živčevja nastanejo v presežku. Odvečni se nato odstranijo.
Pri vseh vretenčarjih so zgodnja razvojna obdobja podobna. Ko se zarodek preoblikuje iz mehurčka celic v strukturo, podobno črvu, se ozek trak ektoderma, ki poteka vzdolž sredine hrbta, začne spreminjati v nevralno ploščo. Ta je predhodnik živčevja. Nevralna plošča se zvije navznoter in tvori nevralni žleb. Nato se gubi, ki obdajata žleb, združita in oblikujeta nevralno cev. To je kanal, ki ima v središču prekat, napolnjen s tekočino. V sprednjem delu se prekat in kanal povečata in tvorita tri mehurčke, ki so predhodniki prozencefalona, mezencefalonaa in rombencefalona. V naslednji fazi se prozencefalon razdeli v dva mehurčka. To sta telencefalon (sestavljajo ga možganska skorja, bazalni gangliji in povezane strukture) in diencefalon (sestavljata ga talamus in hipotalamus). V istem obdobju se rombencefalon razdeli v metencefalon (iz njega se bodo razvili mali možgani in most) in miencefalon (iz njega se bo razvila podaljšana hrbtenjača). Vsako od teh področij vsebuje proliferativne cone, kjer se tvorijo nevroni in glialne celice. Celice nato migrirajo, včasih na dolge razdalje, do svojih končnih mest.
Ko nevron pripotuje na svoje mesto, požene dendrite in nevrit. Nevriti se raztezajo na velike razdalje in morajo doseči svoje specifične tarče, zato je njihova rast zelo zapletena. Vrh rastočega nevrita sestavlja mehurček protoplazme, ki se imenuje rastna cona. Obdan je s kemičnimi receptorji. Ti zaznavajo lokalno okolje in povzročajo, da različni celični elementi rastno cono privlačijo ali odbijajo. To nevrit usmerja v določeno smer na vsaki točki vzdolž njegove poti. Rezultat iskanja poti je, da rastna cona išče pot skozi možgane, dokler ne doseže svojega cilja. Tam drugi kemični vplivi povzročijo tvorbo sinaps. V celotnih možganih je več tisoč genov, ki kodirajo snovi, ki vplivajo na potovanje nevrita.
Sinaptična mreža je le delno pogojena z geni. V mnogih predelih možganov je uvodoma nevritov preveč. Nato njihovo število zmanjšajo mehanizmi, ki temeljijo na nevronski aktivnosti. V projekcijah, ki potekajo od očesa do mezencefalona so zrele strukture mapirane zelo natančno. Vsaka točka na površini mrežnice se povezuje z ustrezno točko v mezencefalonu. V prvi fazi razvoja vodijo kemični vplivi vsak mrežnični nevrit do pravega mesta v mezencefalonu. Nevrit se nato močno razveji in pride v stik s številnimi nevroni mezencefalona. Mrežnica pred rojstvom vsebuje posebne mehanizme, ki tvorijo valove aktivnosti. Ti se prožijo spontano na določeni točki in se nato počasi širijo skozi mrežnične plasti. Povzročijo istočasno aktivacijo sosednjih nevronov. Tvorijo vzorec nevronske aktivnosti, ki vsebuje informacije o prostorski ureditvi nevronov. To informacijo uporabi mezencefalon. Če nevritski aktivnosti vzdolž nevrita ne sledi aktivnost tarčne celice, poseben mehanizem povzroči, da sinapsa oslabi ali celo izgine. Rezultat procesa je postopno izoblikovanje mreže v njeno zrelo obliko.
Podobno se dogaja v drugih področjih možganov. Začetni sinaptični matriks je rezultat genetsko določenega kemičnega vodstva. Nato ga postopoma prečisti od aktivnosti odvisen mehanizem, ki ga delno vodi notranja dinamika, delno pa zunanji senzorični dražljaji. V nekaterih primerih, kot je v sistemu mrežnica-mezencefalon, vzorci aktivnosti temeljijo na mehanizmih, ki delujejo le v razvijajočih se možganih in obstajajo le, da vodijo razvoj.
Pri človeku in mnogih drugih sesalcih se novi nevroni tvorijo večinoma pred rojstvom. Možgani otroka vsebujejo precej več nevronov kot možgani odraslega. V nekaj področjih novi nevroni nastajajo celo življenje. Pri odraslih nevrogeneza poteka v olfaktornem bulbusu (omogoča voh) in v dentatni vijugi hipokampusa. Dokazali so, da novi nevroni omogočajo shranjevanje novih spominov. Razen teh dveh izjem je zbir nevronov, ki je prisoten v zgodnjem otroštvu, vseživljenjski. Glialne celice so drugačne. Vse življenje se obnavljajo, podobno kot večina drugih celic.
Razprave, ali na lastnosti uma, osebnosti in inteligence vpliva predvsem dednost ali predvsem vzgoja, so trajale dolgo. Čeprav je treba marsikaj še raziskati, je nevroznanost jasno dokazala, da sta pomembna oba dejavnika. Geni določajo splošno obliko možganov in njihovo odzivnost na izkušnjo. Izkušnja je potrebna, da se prečisti matriks sinaptičnih povezav. Ta v svoji razviti obliki vsebuje mnogo več informacij, kot jih nosi genom. Včasih šteje le prisotnost ali odsotnost izkušnje med kritičnim obdobjem razvoja. Včasih sta pomembni količina in kakovost izkušnje. Žival, ki je odraščala v za razvoj možganov spodbudnem okolju, ima debelejšo možgansko skorjo, kar kaže na večjo gostoto sinaptičnih povezav. Možganska skorja živali, ki je odraščala v nespodbudnem okolju, je tanjša.

## Raziskovanje
Nevroznanost obsega vse pristope, ki hočejo razumeti možgane in ostalo živčevje. Psihologija hoče razumeti um in vedenje. Nevrologija je veja medicine, ki diagnosticira in zdravi bolezni živčevja. Možgane proučuje tudi psihiatrija, ki raziskuje, preprečuje in zdravi duševne motnje. Kognitivna znanost poskuša združiti nevroznanost in psihologijo z drugimi področji, ki se ukvarjajo z možgani, kot sta računalništvo (umetna inteligenca) in filozofija.
Najstarejša raziskovalna metoda je anatomska. Do sredine 20. stoletja je večina nevroznanstvenih spoznanj izvirala iz izboljšav barvanja celic in izboljšav mikroskopov. Nevroanatomi so študirali makroskopski videz in mikroskopsko strukturo nevronov in njihovih sestavnih delov, zlasti sinaps. Uporabljali so mnogo barvanj, ki so razkivala nevronsko strukturo, kemijo in povezanost. V zadnjih letih je razvoj imunohistokemičnih tehnik omogočil študij nevronov, ki izražajo specifični skupek genov. Funkcionalna nevroanatomija povezuje različice v možganski strukturi človeških možganov s spremembami v vedenju s pomočjo metod slikovne diagnostike.
Nevrofiziologi študirajo kemične, farmakološke in električne lastnosti možganov. Njihova osnovna orodja so kemične učinkovine in snemalne naprave. Tisoče eksperimentalno razvitih snovi vpliva na živčevje, nekatere na visoko specifične načine. Posnetke možganske aktivnosti pridobivajo preko elektrod. Te so lahko prilepljene na lasišče (na primer pri elektroencefalografiji), lahko pa so vstavljene v možgane živali. Slednje omogoča zunajcelično snemanje, ki lahko zazna akcijske potenciale, ki jih prožijo posamezni nevroni. Možgani nimajo receptorjev za bolečino, zato je na budnih živalih mogoče izvajati te meritve, ne da bi jim povzročili bolečino. Enako tehniko včasih uporabljajo za študij možganske aktivnosti pri bolnikih z neobvladljivo epilepsijo. Poslužijo se je za ugotavljanje možganskega področja, odgovornega za epileptične napade. Za študij možganske aktivnosti so uporabne tudi metode funkcionalne slikovne diagnostike. Večinoma se jih uporablja na ljudeh, saj mora biti preiskovanec zavesten in mirujoč dlje časa. Velika prednost slikovnih metod je, da so neinvazivne.
Drug pristop k možganski funkciji je študij posledic poškodb določenih možganskih področij. Čeprav so zavarovani z lobanjo in možganskimi ovojnicami, obliti z likvorjem in jih od krvi ločuje krvno-možganska pregrada, so zaradi svoje občutljivosti dovzetni za številne bolezni in več tipov poškodb. Pri človeku so bili učinki možganske kapi in drugih tipov možganskih poškodb ključni vir informacij o delovanju možganov. Te informacije je navadno težko interpretirati, saj narave poškodbe ni mogoče eksperimentalno nadzorovati. Na živalih, običajno podganah, uporabljajo elektrode ali lokalno injicirajo snovi, da izzovejo natančen vzorec poškodbe. Nato analizirajo posledice.
Računalniška nevroznanost združuje dva pristopa. Prvi je uporaba računalnikov za študij možganov. Drugi je študij tega, kako možgani izvajajo komputacijo. Mogoče je napisati računalniški program tako, da posnema delovanje skupine nevronov. To storijo tako, da uporabijo sisteme enačb, ki opisujejo električno aktivnost skupine nevronov. Takšne simulacije so znane kot biološke nevronske mreže. Prav tako pa je s simulacijami ali matematično analizo mogoče študirati algoritme živčne komputacije. Te operacije delujejo na principu poenostavljenih enot. Te imajo nekaj lastnosti nevronov, vendar so še pomembnejši podatki, ki jih pridobijo zaradi biološke kompleksnosti nevronov. Komputacijske funkcije možganov proučujejo računalničarji in nevroznanstveniki.
V zadnjih letih pri študiju možganov narašča aplikacija genetskih in genomskih tehnik. Najpogosteje študirajo miši, saj je tehnologija dostopna. Mogoče je izbiti (knock-out) ali mutirati več genov in nato študirati učinke na možgansko funkcijo. Uporabljajo se tudi bolj sofisticirani pristopi. Tehnologija Cre-loxP omogoča aktivirati ali deaktivirati gene v specifičnih delih možganov ob določenem času.

## Zgodovina
Zgodnji filozofi se niso mogli zediniti, ali je sedež duše v možganih ali v srcu. Aristotel je trdil, da je v srcu in menil, da je funkcija možganov predvsem hlajenje krvi. Demokrit, utemeljitelj atomske teorije snovi, je predlagal tridelno dušo – z intelektom v glavi, čustvi v srcu in poželenjem blizu jeter. Hipokrat, oče medicine, je nedvoumno trdil, da so to možgani. V svoji razpravi o epilepsiji je zapisal:
Morali bi vedeti, da le iz možganov prihajajo veselje, radost, smeh in razvedrilo ter trpljenje, žalost, potrtost in žalovanje. Isti organ povzroči, da smo neprištevni in delirantni, da nas napadajo strahovi in groza – nekateri podnevi, drugi ponoči. Tudi sanje, tavanje in neustrezne skrbi, preziranje trenutnih okoliščin, zanemarjanje in nespretnost. Vse to prihaja iz možganov, kadar niso zdravi.— Hipokrat: O sveti bolezni
Rimski zdravnik Galen je poudarjal pomen možganov in se poglabljal v njihovo delovanje. Nakazal je anatomske odnose med možgani, živci in mišicami. Pokazal je, da so vse mišice povezane z možgani preko razvejane mreže živcev. Predpostavljal je, da živci mehansko aktivirajo mišice, in sicer tako, da nosijo skrivnostno snov, ki jo je poimenoval pneumata psychikon, »živalska duša«. Galenove ideje so poznali tudi v srednjem veku. Razcvet je prišel z renesanso. Takrat so ponovno začeli s podrobnim proučevanjem anatomije, ki so jo združevali s teoretičnimi domnevami Descartesa in njegovih naslednikov. Podobno kot Galen je tudi Descartes o živčevju razmišljal v hidravličnih pojmih. Verjel je, da nefizične res cognitans omogočajo izvajanje višjih kognitivnih funkcij, vendar je večino človeškega vedenja mogoče razložiti mehanicistično.
Prvi resnični napredek v smeri sodobnega razumevanja delovanja živčevja so prinesle raziskave Luigija Galvanija. Odkril je, da lahko sunek statične elektrike, ki ga je usmeril na izpostavljeno živčno vlakno mrtve žabe, povzroči skrčenje okončine. Od takrat je napredek v razumevanju delovanja živčevja sledil razvoju novih raziskovalnih tehnik. Do zgodnjih let 20. stoletja je večina spoznanj izhajala iz novih metod barvanja celic. Dokaj pomembno je bilo barvanje po Golgiju. To obarva le delčke nevronov, vendar jih prikaže v vsej njihovi kompleksnosti. Prikaže celično telo, dendrite in nevrit. Brez tega barvanja je možgansko tkivo pod mikroskopom le nerazločen klobčič protoplazemskih vlaken, ki jim ni mogoče določiti strukture. Camillo Golgi in španski nevroanatom Santiago Ramón y Cajal sta uspešno uporabila novo metodo. Opisala sta stotine vrst nevronov, od katerih ima vsaka značilno dendritsko strukturo in vzorec povezanosti.
V prvi polovici 20. stoletja so dosežki v elektroniki omogočili raziskovanje električnih potencialov živčnih celic. To se je odrazilo na biofiziki akcijskega potenciala, ki sta jo proučevala tudi Alan Hodgkin in Andrew Huxley, in na elektrokemičnosti sinapse, s katero se je ukvarjal Bernard Katz. Te študije so dopolnile anatomsko sliko s konceptom možganov kot dinamične entitete.
V drugi polovici 20. stoletja je razvoj kemije, elektronske mikroskopije, genetike, računalništva, funkcijskih slikovnih preiskav možganov in drugih področij omogočal nova spoznanja o strukturi in funkciji možganov. V ZDA so bila 90. leta uradno razglašena kot desetletje možganov, da bi se poklonili napredku v raziskovanju možganov in spodbudili tovrstne raziskave.
V 21. stoletju se ti trendi nadaljujejo. Uveljavilo se je več novih pristopov, med njimi je tudi metoda z multielektrodo, ki omogoča snemanje aktivnosti več možganskih celic hkrati. Genetsko inženirstvo omogoča eksperimentalno spreminjanje molekularnih komponent možganov. Genomika omogoča koreliranje različic v možganski strukturi z različicami v lastnostih DNK.